# Sinérese (química)
Sinérese, na química, é a extração ou expulsão de um líquido de um gel, como quando o soro drena de um coágulo sanguíneo contraído. Outro exemplo de sinérese é a coleção de soro na superfície do iogurte. A sinérese também pode ser observada quando a quantidade de diluente em um polímero inchado excede o limite de solubilidade à medida que a temperatura muda. Um exemplo doméstico disso é a expulsão contraintuitiva de água da gelatina seca quando a temperatura aumenta. A sinérese também foi proposta como o mecanismo de formação para a sílica amorfa que compõe a frústula de diatomeias.

## Exemplos

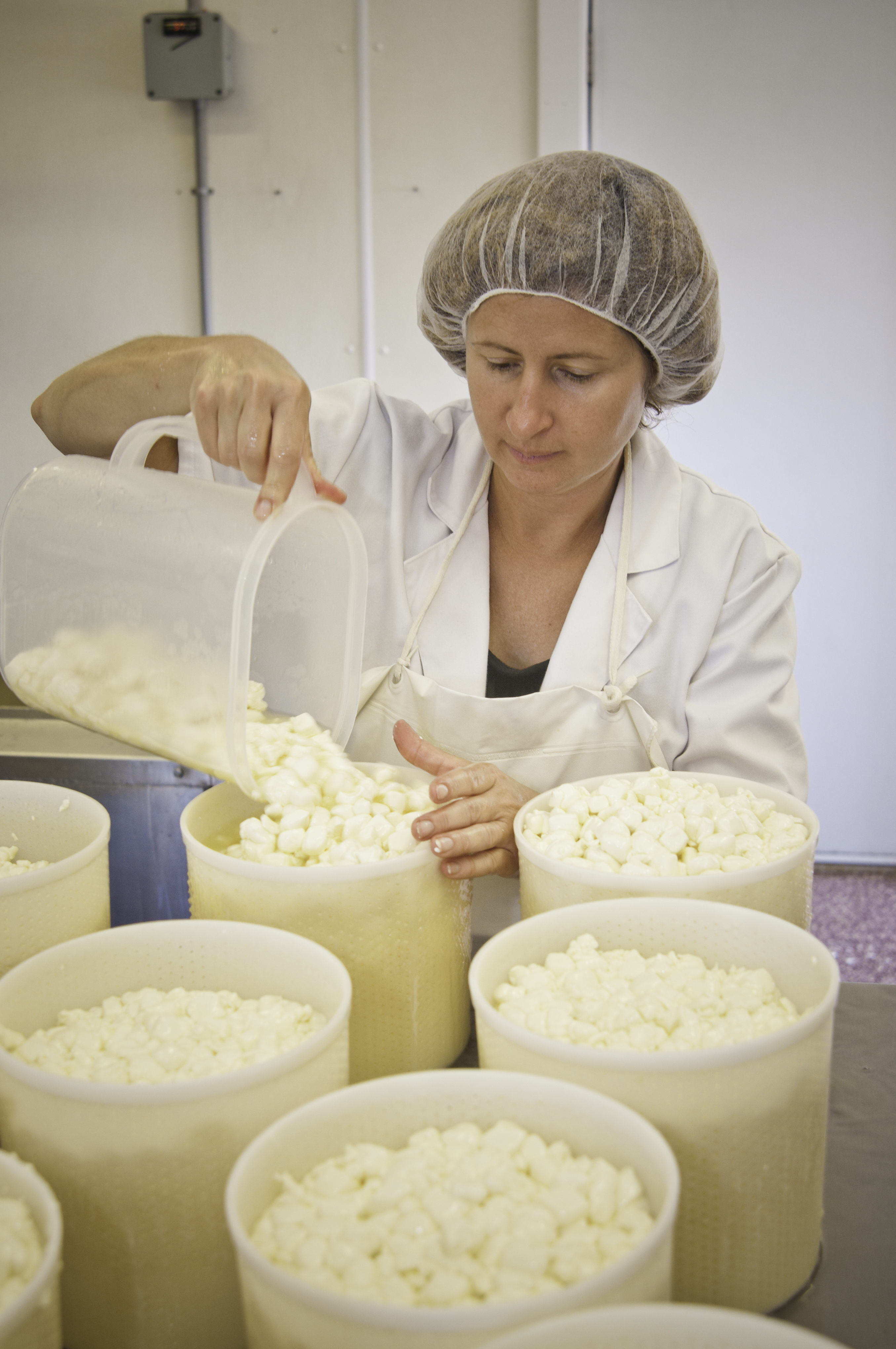
Na imagem, vemos o processo do leite cru fresco sendo transformado em queijo “Bay Blue” através de processos naturais, sem aditivos químicos. A sinérese, etapa onde o coalho libera soro, é crucial para a textura do queijo, que matura após drenagem e cura

No processamento do leite laticínio, por exemplo, durante a fabricação de queijo, a sinérese é a formação da coalhada devido à remoção repentina dos peptídeos hidrofílicos, o que causa um desequilíbrio nas forças intermoleculares. Ligações entre sítios hidrofóbicos começam a se desenvolver e são reforçadas por ligações de cálcio, que se formam à medida que as moléculas de água nos micelas começam a deixar a estrutura. Esse processo é geralmente referido como a fase de coagulação e sinérese. A quebra da ligação entre os resíduos 105 e 106 na molécula de κ-caseína é frequentemente chamada de fase primária da ação do coalho, enquanto a fase de coagulação e sinérese é referida como a fase secundária.
Na odontologia, a sinérese é a expulsão de água ou outras moléculas líquidas de materiais de impressão dentária (por exemplo, alginato) após a realização de uma impressão. Devido a esse processo, a impressão encolhe um pouco e, portanto, seu tamanho não é mais preciso. Por esse motivo, muitas empresas de impressão dentária recomendam fortemente que o molde dentário seja feito o mais rápido possível para evitar distorções nas dimensões dos dentes e objetos na impressão.
Géis formados a partir de agarose são propensos à sinérese, e o grau de sinérese é inversamente proporcional à concentração de agarose nos géis. O processo oposto da sinérese é a imbibição, que é o processo de um material absorvendo moléculas de água do ambiente. O alginato também é um exemplo de imbibição, pois absorverá água se embebido nela.